# Nationalliga B (Eishockey) 1952/53
Die Saison 1952/53 war die sechste reguläre Austragung der Nationalliga B, der zweithöchsten Schweizer Spielklasse im Eishockey. Der Zweitligameister HC Ambrì-Piotta qualifizierte sich für die NLA-Relegation, in der er sich durchsetzen konnte und den Aufstieg erreichte.

## Modus
Die Liga wurde in drei Gruppen aufgeteilt. Die jeweiligen Gruppensieger qualifizierten sich für die Finalrunde. Der Erstplatzierte der Finalrunde wurde Zweitligameister und qualifizierte sich für die NLA-Relegation. Für einen Sieg erhielt jede Mannschaft zwei Punkte, bei einem Unentschieden einen Punkt. Bei einer Niederlage erhielt man keine Punkte.

## Hauptrunde

### Gruppe I
| Pl. | Team           |
| --- | -------------- |
| 1.  | EHC St. Moritz |

### Gruppe II
| Pl. | Team            |
| --- | --------------- |
| 1.  | HC Ambrì-Piotta |

### Gruppe III
| Pl. | Team                 | Sp. | S | U | N | Tore  | Pkt. |
| --- | -------------------- | --- | - | - | - | ----- | ---- |
| 1.  | HC La Chaux-de-Fonds | 6   | 4 | 2 | 0 | 43:7  | 10   |
| 2.  | EHC Visp             | 6   | 4 | 2 | 0 | 26:6  | 10   |
| 3.  | EHC Gstaad           | 6   | 2 | 0 | 4 | 16:34 | 4    |
| 4.  | Rot-Blau Bern        | 6   | 0 | 0 | 6 | 5:43  | 0    |

#### Entscheidungsspiel um den Gruppensieg
- HC La Chaux-de-Fonds – EHC Visp 0:4

## Finalrunde
| Pl. | Team            | Pkt. |
| --- | --------------- | ---- |
| 1.  | HC Ambrì-Piotta | 6    |
| 2.  | EHC Visp        | 4    |
| 3.  | EHC St. Moritz  | 2    |